# Río Dagua
Der Río Dagua ist ein etwa 120 km langer Zufluss des Pazifischen Ozeans im Departamento Valle del Cauca im Westen Kolumbiens.

## Flusslauf
Der Río Dagua entspringt in der Westkordillere. Das etwa 1800 m hoch gelegene Quellgebiet liegt 13 km westlich von Cali, an der Westflanke des 2265 m hohen Cerro Montañitas. Der Río Dagua fließt anfangs 35 km in nördlicher Richtung durch das Gebirge. Bei Flusskilometer 95 befindet sich die Kleinstadt Dagua am rechten Flussufer. Die von Cali kommende Fernstraße I-19 verläuft ab Dagua entlang dem Fluss bis nach Loboguerrero. Dort trifft die Fernstraße auf die
I-40 (Buga–Buenaventura), die anschließend bis Flusskilometer 52 30 km dem nun in westlicher Richtung strömenden Fluss folgt. Die Eisenbahnstrecke (Yumbo–Buenaventura) der Gesellschaft Ferrocarril del Pacífico verläuft ebenfalls entlang dem Flusslauf. Der Río Dagua erreicht etwa bei Flusskilometer 50 das westkolumbianische Küstentiefland. Er verläuft südlich der Stadt Buenaventura in überwiegend westlicher Richtung. 20 km oberhalb der Mündung liegt der Flughafen von Buenaventura am nördlichen Flussufer. Der Río Dagua wendet sich auf den letzten 12 km nach Nordwesten und mündet schließlich 2 km südlich von Buenaventura in die Bahía de Buenaventura.

## Hydrologie und Einzugsgebiet
Der Río Dagua entwässert schätzungsweise ein Areal von 1460 km². Im Süden grenzt das Einzugsgebiet an das des Río Anchicayá, im Norden an das des Río Calima, ein Nebenfluss des Río San Juan.
Der mittlere Abfluss des Río Dagua beträgt 125 m³/s.